# Sultanbeyli

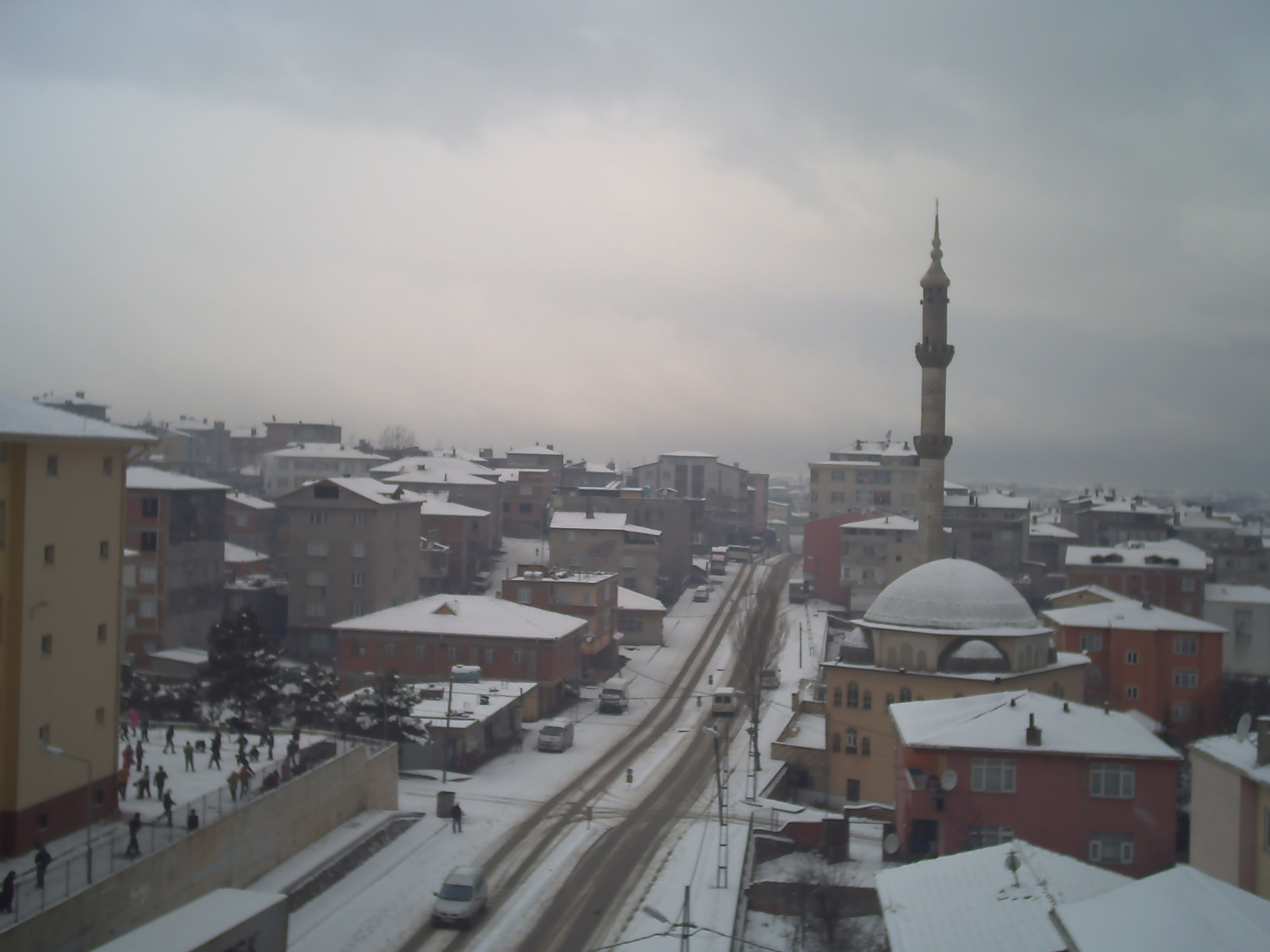
Sultanbeyli in winter

Sultanbeyli là một thành phố Thổ Nhĩ Kỳ. Đây là thành phố lớn thứ hai tỉnh Istanbul. Dân số theo điều tra năm 2007 là
272.758 người, năm 2008 là 283.962 người. Thành phố có diện tích 35  km², mật độ dân số là 5020 người/ km².
Khu vực này có độ cao trung bình 130 mét trên mực nước biển.
Thành phố nằm ở phía châu Á của Thổ Nhĩ Kỳ, sâu trong nội địa so với Kartal và Pendik. Bên ngoài thành phố gần đây vẫn còn là nông trang. Vào thập niên 1940 và 1950, một số lượng lớn công trình từ thời Ottoman đã bị phá bỏ để nhường chỗ cho khu vực định cư của người Thổ di cư đến từ Bulgaria.